# Kessin
Kessin este o comună din landul Mecklenburg - Pomerania Inferioară, Germania.